# O Guru do Amor
The Love Guru ((título no Brasil e em  Portugal) O Guru do Amor) é um filme americano de comédia lançado em 2008, dirigido por Marco Schnabel e estrelando Mike Myers, Jessica Alba e Justin Timberlake.

## Sinopse
Pitka (Mike Myers) é um garoto americano que é abandonado em um templo hindu, no qual recebe educação de um líder espiritual. Já adulto, nos Estados Unidos, ele ganha notoriedade resolvendo problemas amorosos e causando muita confusão.

## Elenco
- Mike Myers - Guru Maurice Pitka
- Romany Malco - Darren Roanoke
- Jessica Alba - Jane Bullard
- Meagan Good - Prudence Roanoke
- Verne Troyer - Treinador Punch Cherkov
- Justin Timberlake - Jacques "Le Coq" Grandé
- Telma Hopkins - Lillian Roanoke
- Manu Narayan - Rajneesh (assistente de Pitka)
- John Oliver - Dick Pants
- Ben Kingsley - Guru Tugginmypudha
- Stephen Colbert - Jay Kell
- Jim Gaffigan - Trent Lueders
- Rob Huebel - Cliente de bar / participação especial
- Omid Djalili - Guru Satchabigknoba
- Laura Landauer - Celine Dion

## Recepção
O Metacritic, que usa uma média ponderada, atribuiu ao filme uma pontuação de 24 em 100, baseado em 33 críticos, indicando críticas "geralmente desfavoráveis".